# Meczet As-Salam
Meczet As-Salam – najstarszy meczet w Chile, znajdujący się w stolicy kraju – Santiago. Został zbudowany w latach 1988–1989 i otwarty przez księcia Malezji w 1996 roku.

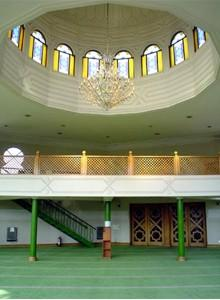
Wnętrze meczetu